# Svjetsko prvenstvo u nogometu – Španjolska 1982.
12. Svjetsko prvenstvo u nogometu održalo se u Španjolskoj od 13. lipnja do 11. srpnja 1982. godine.
Hrvatskog igrača Ivana Gudelja francuski športski časopis L'Équipe stavio je među najbolju jedanaestoricu prvenstva.

## Konačni poredak
| Italija  |
| Njemačka |
| Poljska  |

## Vanjske poveznice
- SP 1982.  Arhivirana inačica izvorne stranice od 23. lipnja 2019. (Wayback Machine) na fifa.com (engl.)
- Povijest SP: Španjolska 1982.  Arhivirana inačica izvorne stranice od 30. lipnja 2007. (Wayback Machine)